# I Never Cry
Singles de Alice Cooper
Welcome to My Nightmare
(1975) You and Me
(1977)
I Never Cry est une chanson d'Alice Cooper issue de l'album Alice Cooper Goes to Hell. Les paroles ont été écrites par Alice Cooper et la musique composée par Dick Wagner. La chanson traite du long combat qu'a mené Alice avec l'alcool, qu'il a par ailleurs baptisé le titre en : An alcoholic confession (une confession alcoolique). Le single sort le 15 juin 1976 sous Warner Bros. Records et est certifié disque d'or en avril 1977.
Le single s'est hissé à la 12e place dans les charts américains du billboard dans la semaine du 8 janvier 1977. Toujours aux États-Unis, le single se classe aux Hot Adult Contemporary Tracks à la 24e position la semaine du 27 novembre 1976. La chanson atteint également le Top 10 au Canada grimpant à la 5e place. Le titre est repris en 2007 par le groupe Poison pour leur album Poison'd!.

## Liste des titres
| A1. | I Never Cry     | 3:43 |
| A2. | Didn't We Meet  | 4:15 |
| B1. | Wake Me Gently  | 5:03 |
| B2. | You Gotta Dance | 2:44 |

| A. | I Never Cry | 3:43 |
| B. | Go to Hell  | 5:02 |

## Musiciens
- Alice Cooper - chants
- Allan Schwartzberg - batterie
- Tony Levin - basse
- Jim Maelen - percussions
- Steve Hunter - guitare acoustique
- Bob Ezrin - fender rhodes
- Dick Berg - cor d'harmonie